# Крапивник (Ивановская область)
Крапивник — деревня в Тейковском районе Ивановской области. Входит в состав Новолеушинского сельского поселения.

## География
Находится в юго-западной части Ивановской области на расстоянии менее 1 км на юго-восток по прямой от районного центра города Тейково.

## История
Деревня уже была известна в 1850 году. В 1859 году здесь (тогда деревня в составе Ковровского уезда Владимирской губернии) было учтено 27 дворов.

## Население
Постоянное население составляло 263 человека (1859 год), 104 в 2002 году (русские 100 %), 70 в 2010.